# Sandra Medeiros Epega
Iya Sandra Medeiros Erin Epega (São Paulo, 10 de Abril de 1947 — 6 de dezembro de 2013) é uma Iyalorixá do Ilê Leuiyato, Templo de Tradição de Orisá, dedicado a Orisá Sango, em Guararema, São Paulo. Filha adotiva do falecido babalaô Olarimiuá Epega, deu início ao clã Erin Epega no Brasil. Grande Iyalorixá uma das primeiras mulheres conhecedora dos segredos de Ifá no Brasil, ministrou palestras por todo o Brasil nos últimos anos de sua vida sofria com complicações relacionadas ao diabetes.
Membro do Conselho Religioso do INTECAB/SP.